# Herbert Mayr (Chemiker)

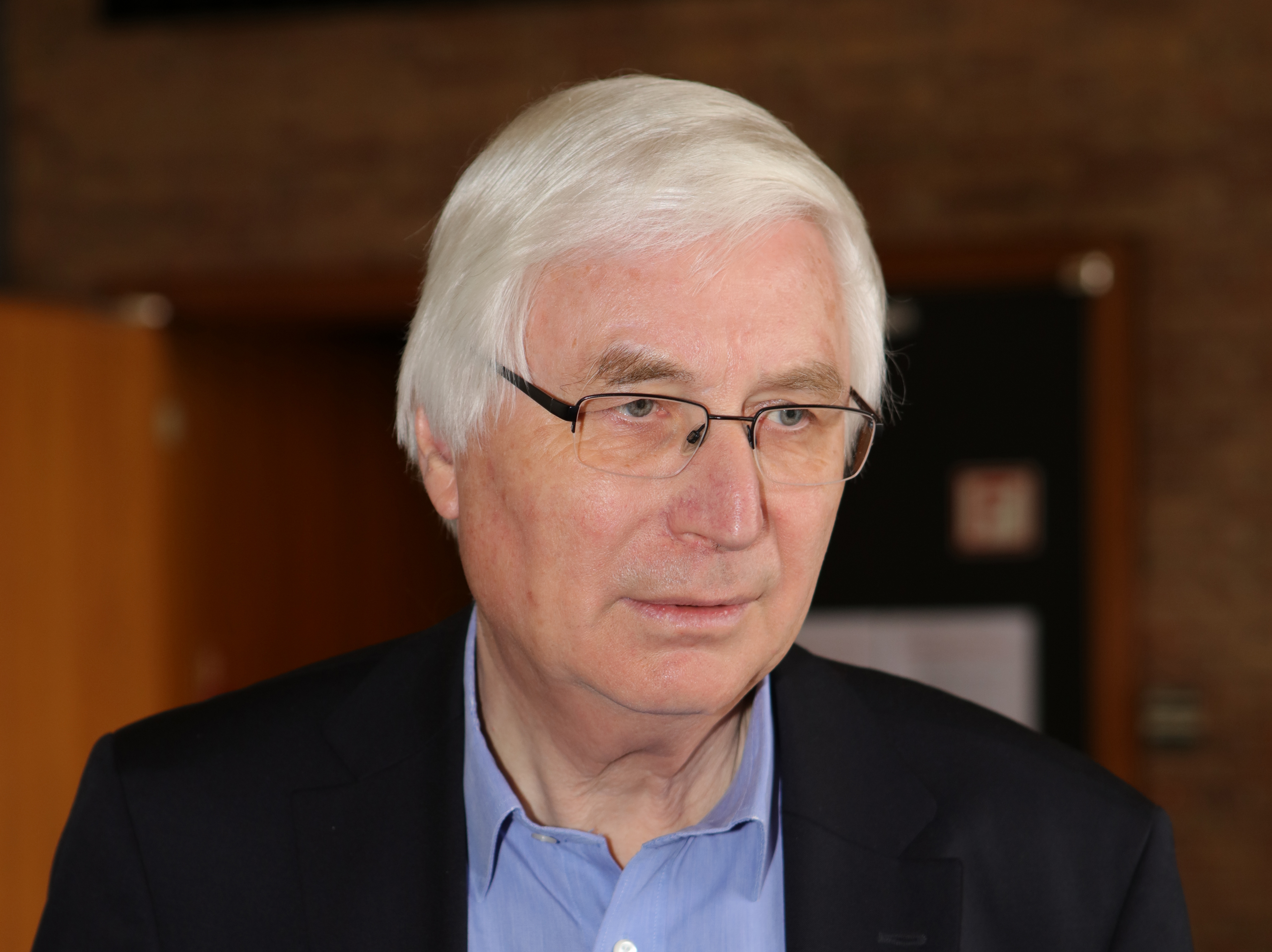
Herbert Mayr, auf der ADUC 2016 in Heidelberg

Herbert Mayr (* 8. Juni 1947 in Weilheim in Oberbayern) ist ein deutscher Chemiker (Organische Chemie, Physikalische Chemie). Er ist Professor für Organische  Chemie an der Ludwig-Maximilians-Universität München (LMU).
Mayr studierte ab 1966 Chemie an der LMU München und wurde 1974 bei Rolf Huisgen in Organischer Chemie  promoviert (Mechanismus der Keten-Cycloadditionen und Chemie der Cyclobutenone). Als Post-Doktorand war er 1975/76 bei George Olah in Cleveland. 1976 bis 1984 war er an der Universität Erlangen bei Paul von Ragué Schleyer und habilitierte sich dort 1980 und war danach Privatdozent. Ab 1984 war er Professor (C 4) für Chemie an der Medizinischen Universität Lübeck, ab 1991 Professor für Organische Chemie an der TU Darmstadt und seit 1996 an der LMU in München. 1997/98 stand er dem dortigen Institut für Organische Chemie vor, war 1998 bis 2000  und 2011 bis 2013 Dekan der Fakultät für Chemie und Pharmazie und 2007/08 Direktor der Abteilung Chemie und Biochemie.
Er befasst sich mit der Abschätzung von Geschwindigkeitskonstanten chemischer Reaktionen und stellte Reaktivitätsskalen von elektrophilen und nukleophilen Reaktionen über 30 Zehnerpotenzen in der Geschwindigkeitskonstante auf. Diese Skalen finden Anwendung in der systematischen Planung von Synthesen in der organischen Chemie und in der makromolekularen Chemie (Verständnis der Kinetik carbokationischer Polymerisationen).
Mayr war Gastprofessor am University College London, an der Gunma-Universität in Kiryu in Japan, am Technion und der Universität Kuwait. 2003 wurde er Mitglied der Bayerischen Akademie der Wissenschaften und 2006 der Leopoldina. Für 2020 wurde ihm der James Flack Norris Award der American Chemical Society zugesprochen. 2006 erhielt er die Liebig-Denkmünze. 2000 bis 2003 war er Leiter der Fachgruppe Organische Chemie der Gesellschaft Deutscher Chemiker. 2004 wurde er Sprecher des Fachkollegiums Molekülchemie der DFG.